# 伊朗石油

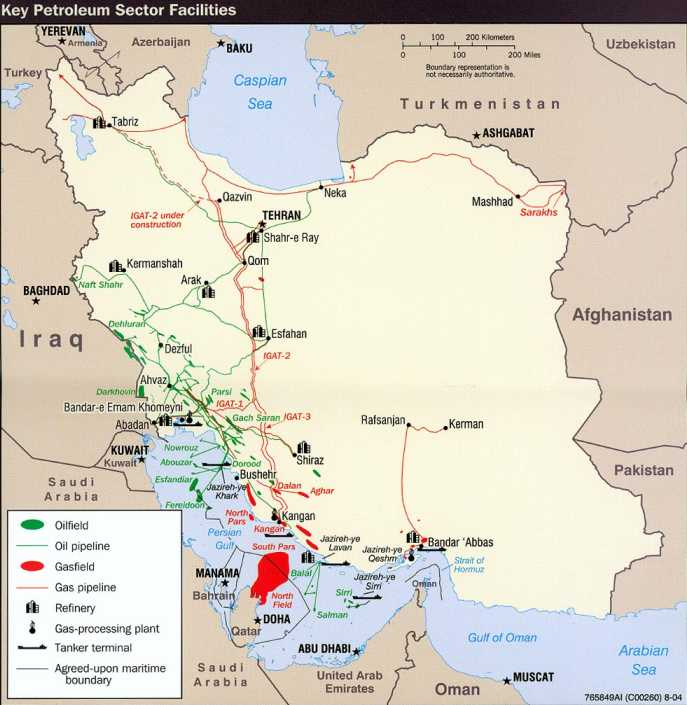
伊朗油井氣井

伊朗石油，1908年英国人威廉·克諾斯·德奇在波斯（今伊朗）馬斯吉德蘇萊曼地区发现特大油田，并成立英波石油公司The Anglo-Persian Oil Company (APOC)进行开采和出口。这是中东地区石油资源的首次开采利用。
1935年英波石油公司改名为英伊石油公司。1951年，伊朗石油国有化。1954年，英伊石油公司改名为英国石油公司（British Petroleum Company (BP)）。